# Shams I
Shams solar power station (Planta Solar Shams en español) es una central solar termoeléctrica situada en Madinat Zayed, Abu Dhabi, en los Emiratos Árabes Unidos. La primera parte, Shams, tendrá una capacidad de 100–125 MW, lo que la hace la mayor central eléctrica de colectores cilíndrico parabólicos del mundo.
El proyecto es ejecutado por Abu Dhabi Future Energy Company (Masdar) en cooperación con la española Abengoa Solar y la francesa Total S.A.. Masdar tiene el 60% del proyecto, mientras Abengoa Solar y Total S.A. tienen un 20% cada una. Su extensión aproximada está prevista en 2,5 km²